# Луп (герцог Шампани)

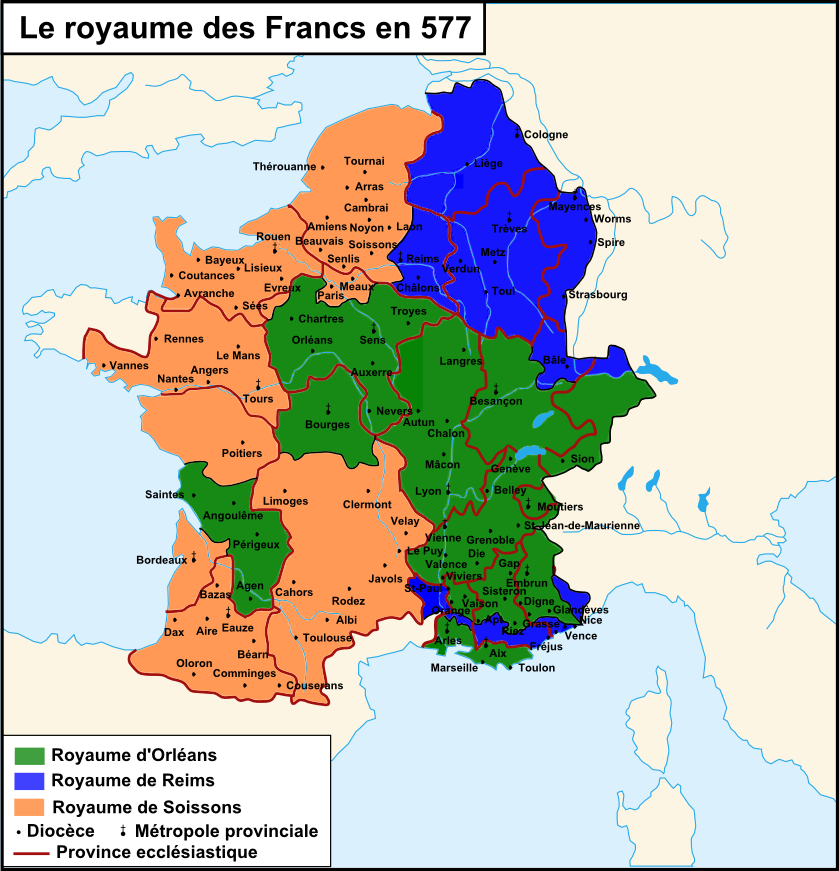
Франкское государство в 577 году

Луп (лат. Lupus; умер не ранее 590) — первый известный из исторических источников франкский герцог Шампани (до 581 года).
Он был придворным короля Австразии Сигиберта I и одним из лучших австразийских военачальников своего времени, а также обладал дипломатическими талантами. Одержав крупную победу над данами и саксами, возможно, в качестве награды Луп получил Шампань. В 575 году Луп был среди тех немногих представителей австразийской знати, которые поддержали возведение на престол малолетнего Хильдеберта II, сына убитого Сигиберта I и Брунгильды, возможно, став вместе с майордомом Гогоном одним из регентов королевства. Во многом благодаря их поддержке юный король сохранил власть. Однако после смерти Гогона Лупа отстранили от власти и был вынужден бежать ко двору короля Бургундии Гунтрамна, лишившись Шампани. В 587 году ему удалось вернуться ко двору Хильдеберта и, вероятно, вернуть герцогский титул, но без власти над какой-то частью королевства.

## Биография
Луп известен из нескольких раннесредневековых источников: в том числе, из «Истории франков» Григория Турского, трёх произведений Венанция Фортуната, хроники Фредегара и «Истории Реймсской церкви» Флодоарда.
О дате рождения Лупа и о том, кто были его родители, точных сведений не сохранилось, однако известно, что он был галло-римлянином и имел знатное происхождение. Возможно, среди его ближайших родственников был святой Ремигий Реймсский. К. Сеттипани считал, что Луп был сыном Претекстаты, внучатой племянницы Ремигия. В значительном числе источников сообщается, что братом Лупа был только упоминавшийся в 585 году епископ Тулузы Магнульф. Однако К. Сеттипани утверждал, что ещё одним братом Лупа был знатный житель Орлеана Беттон, а сестрой — жена франкского короля Хариберта I Ингоберга.
Луп был одним из придворных короля Австразии Сигиберта I. Венанций Фортунат описывал его как преданного этому монарху человека и одного из лучших австразийских военачальников того времени. В одном из стихотворений поэт упоминал о крупной победе Лупа над саксами и данами в сражении на реке Борда.
Возможно, в награду за эту победу Луп получил должность герцога (лат. dux) в принадлежавшей Австразии Шампани. Он — первый известный франкский герцог этих земель. Несмотря на получение должности в одной из австразийских областей, Луп много времени проводил при дворе Сигиберта I, где от имени монарха принимал иностранных послов. Также известно, что Луп был наделён должностью королевского посланца (лат. missus dominicus), в обязанности которого входила проверка исполнения монарших повелений государственными чиновниками.
Вероятно, в конце 560-х годов Луп участвовал в войнах Сигиберта I с правителем Бургундии Гунтрамном. Тогда же Луп по повелению короля Австразии ездил с неизвестной миссией в Марсель. Здесь он оказал покровительство Андархию, сначала бывшему рабом сенатора Феликса, а после встречи с Лупом ставшему одним из приближённых Сигиберта I.
В 567 году Луп был среди гостей на состоявшейся в Меце свадьбе Сигиберта I и Брунгильды. Здесь он встретил недавно прибывшего из Италии Венанция Фортуната и стал его патроном. В благодарность за покровительство поэт написал посвящённую Лупу поэму, в которой восхвалял не только военные и дипломатические таланты герцога, но и высоко оценивал его красноречие и литературный талант. О Лупе как писателе упоминается и в письмах Григория Турского. Ни одно из сочинений Лупа не сохранилось. По предположению Б. Дюмезиля, Луп мог быть одним из возможных заказчиков элегии, написанной Венанцием Фортунатом по поводу гибели в 568 году франкской королевы Галесвинты.
Из сочинений Венанция Фортуната известно, что Луп был одной из наиболее приближённых к Сигиберту I и Брунгильде персон. Среди его друзей упоминаются Гогон, франкские правители Прованса Иовин, Альбин и Динамий, герцоги Хродин и Хаминг, а также епископы Трира Ницетий и Магнерих. Все эти персоны были сторонниками союза правителей Австразии и Бургундии. Недоброжелателями же Лупа называются приверженцы союза с королём Нейстрии: герцог Гунтрамн Бозон и епископ Эгидий Реймсский. Вражда с последним из них, возможно, началась из-за притязаний членов семьи герцога Шампани на епископскую кафедру города Реймса.
В 575 году Луп был среди тех немногих представителей австразийской знати, которые поддержали возведение на престол малолетнего Хильдеберта II, сына убитого Сигиберта I и Брунгильды. Благодаря этому, ему удалось сохранить свою должность герцога Шампани, «главной области» Австразии. Возможно, тогда же Луп и Гогон стали регентами при новом монархе. Предполагается, что благодаря этим персонам Хильдеберт II не только смог сохранить доставшиеся ему от отца владения, но и в 577 году стать наследником оставшегося бездетным бургундского короля Гунтрамна.
Возможно, именно Луп возглавлял войско жителей Шампани, вторгшееся в 576 году в подвластную нейстрийскому королю Хильперику I Суасонскую область. По свидетельству Григория Турского, шампанцы захватили Суасон и изгнали оттуда королеву Фредегонду и принца Хлодвига. Предполагается, что это нападение было организовано Брунгильдой и её мужем Меровеем с помощью их сторонника Година. В ответ король Хильперик I пришёл с войском к Суасону, и в произошедшем здесь сражении нанёс своим противникам поражение. На поле боя пали многие знатные австразийцы, а Суасон снова перешёл под власть короля Нейстрии. В следующем году Меровей был вынужден бежать от преследований отца в Австразию. Он нашёл пристанище в Реймсе, и, возможно, в этом ему содействовал герцог Луп.
Смерть в 581 году майордома Австразии Гогона, возможно связанного с Лупом какими-то матримониальными отношениями, привело герцога Шампани и других друзей умершего к конфликту с двумя наиболее знатными на тот момент придворными Урсионом и Бертефредом, а также епископом Реймса Эгидием. В результате враги Лупа отстранили его от должности регента Хильдеберта II, а затем попытались военным путём лишить его и власти над Шампанью. Избежать кровопролития удалось только благодаря призвавшей своих подданных к миру королеве Брунгильде, лично явившейся на поле предстоявшего боя. Однако Урсион и Бертефред разграбили поместья и имущество Лупа. Опасаясь за свою жизнь, герцог оставил жену в Лане, а сам бежал к королю Бургундии Гунтрамну. Здесь, по свидетельству Григория Турского, Луп «укрылся в ожидании, когда Хильдеберт достигнет законного возраста». В то время король Австразии Хильдеберт II, фактически, находился в состоянии войны с Бургундией, хотя, в отличие от правителя Нейстрии Хильперика I, и не вёл активных военных действий. Это привело к тому, что в том же 581 году Луп был лишён должности герцога Шампани. Его преемником здесь в 585 году был назначен Винтрион.
После заключения в 587 году между Гунтрамном и Хильдебертом II Анделотского договора Луп и ректор Прованса Динамий возвратились в Австразию. Здесь Луп был с почётом принят королём Хильдебертом II, а его враги Урсион и Бертефред изгнаны. Более того, австразийский король направил против недоброжелателей Лупа войско во главе с его зятем Годегизилом. В результате Урсион и Бертефред были убиты: первый на своей вилле в паге Вёвр, а другой в резиденции епископа Вердена Агерика. Всё имущество этих лиц было разграблено или уничтожено. Со своим третьим гонителем, епископом Эгидием Реймсским, Луп примирился вопреки данному им ранее королю Гунтрамну обещанию. Вероятно, в 587 году Лупу был возвращён и герцогский титул, однако теперь он властью над какой-то определённой территорией Франкского государства наделён не был.
Дата смерти Лупа неизвестна, но он был жив ещё в 590 году. О супруге Лупа сведений не сохранилось. Известно о трёх детях Лупа: двух сыновьях (Иоанне и епископе Реймса Ромульфе) и неизвестной по имени дочери, супруге герцога Годегизила.